# دراگونفلای (گروه موسیقی)
دراگونفلای (به انگلیسی: Dragonfly) گروه موسیقی اهل کرواسی است.
آن ها در مسابقه آواز یوروویژن ۲۰۰۷ به همراه دادو توپیچ نماینده کرواسی بودند.